# Merkebekk Station
Merkebekk Station (Merkebekk stasjon) var en jernbanestation på Kragerøbanen, der lå i Drangedal kommune i Norge.
Stationen åbnede som holdeplads sammen med banen 2. december 1927. Den blev opgraderet til station 1. november 1946 men nedgraderet til trinbræt 1. december 1960. Stationen blev nedlagt sammen med banen 1. januar 1989. Den første del af strækningen fra Neslandsvatn til Merkebekk overlevede dog som sidespor og blev benyttet til tømmertransport i 1990'erne.
Stationsbygningen blev opført efter tegninger af Gudmund Hoel og Bjarne Friis Baastad ved NSB Arkitektkontor i 1921.